# Dune dell'Angitola
Dune dell'Angitola este o arie protejată (arie specială de conservare — SAC, sit de importanță comunitară — SCI) din Italia întinsă pe o suprafață de 383 ha, integral pe uscat.

## Localizare
Centrul sitului Dune dell'Angitola este situat la coordonatele 38°48′55″N 16°13′03″E / 38.815278°N 16.2175°E.

## Înființare
Situl Dune dell'Angitola a fost declarat sit de importanță comunitară în septembrie 1995 pentru a proteja 6 specii de animale. Situl a fost protejat și ca arie specială de conservare în iunie 2017.

## Biodiversitate
Situată în ecoregiunea mediteraneană, aria protejată conține 9 habitate naturale: Dune împădurite cu Pinus pinea și/sau Pinus pinaster, Dune cu tufărișuri sclerofile Cisto-Lavenduletalia, Dune de coastă cu Juniperus spp., Dune cu vegetație ierboasă Brachypodietalia cu specii anuale, Vegetație anuală la limita mareei, Dune mobile cu vegetație embrionară, Dune cu vegetație ierboasă Malcolmietalia, Dune de pe litoral fixate cu Crucianellion maritimae, Dune mobile de-a lungul țărmului cu Ammophila arenaria („dune albe”).
La baza desemnării sitului se află mai multe specii protejate de  păsări (6): stârc galben (Ardeola ralloides), prundăraș de sărătură (Charadrius alexandrinus), erete de stuf (Circus aeruginosus), pescăruș-cu-cap-negru (Larus melanocephalus), ciocârlie de pădure (Lullula arborea), chiră de mare (Thalasseus sandvicensis).
Pe lângă speciile protejate, pe teritoriul sitului au mai fost identificate 8 specii de plante, 1 specie de reptile.